# Pismo Miesięczne
Pismo Miesięczne – miesięcznik kulturalny wydawany w 1819 w Poznaniu, pierwsze regularne czasopismo literackie wydawane w Wielkim Księstwie Poznańskim. 
Wydawcą miesięcznika był przedsiębiorca żydowski Juliusz Adolf Munk. Ukazało się zaledwie kilka numerów. Powodem zamknięcia czasopisma była niedostateczna liczba prenumeratorów i związane z tym problemy finansowe. Kontynuacją była wydawana w latach 1821–1822 „Mrówka Poznańska”.